# 阿韦尔 (吉伦特省)
阿韦尔（法語：Arveyres，法語發音：[aʁvɛʁ]）是法国吉伦特省的一个市镇，属于利布尔讷区。

## 地理
阿韦尔（44°53'3"N, 0°17'0"W）面积17.27 平方千米，位于法国新阿基坦大区吉倫特省，该省份为法国西南部沿海省份，是法國本土面积最大的省，北起滨海夏朗德省，西临大西洋，南至朗德省，东南接洛特-加龍省，东临多爾多涅省。
与阿韦尔接壤的市镇（或旧市镇、城区）包括：弗龙萨克、卡达尔萨克、热尼萨克、利布爾訥、内里让、圣日耳曼迪皮什、韦尔。

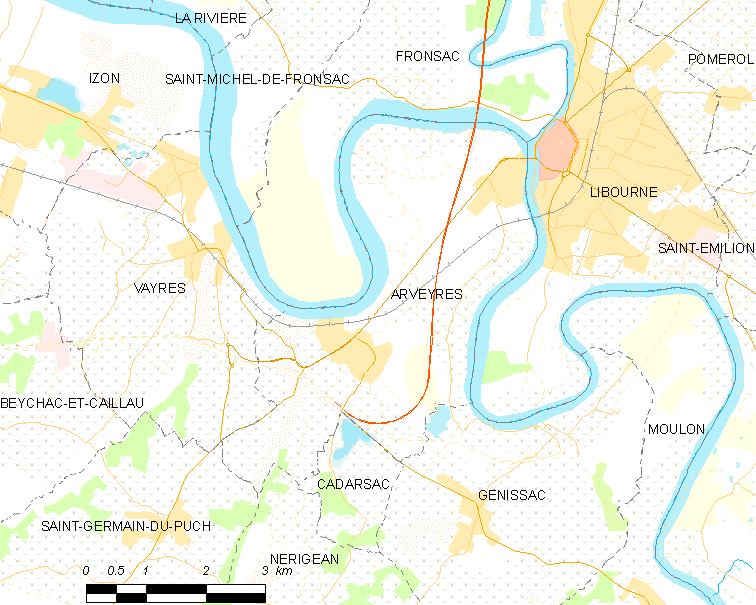
的OSM定位图

阿韦尔的时区为UTC+01:00、UTC+02:00（夏令时）。

## 行政
阿韦尔的邮政编码为33500，INSEE市镇编码为33015。

## 政治
阿韦尔所属的省级选区为勒利布尔奈-弗龙萨代县。

## 人口

1962-2008年间人口变化图示

阿韦尔于2022年1月1日时的人口数量为2058人。